# AUM (groupe)
Pour les articles homonymes, voir AUM.
AUM est un groupe de death metal français, originaire de Paris, formé en 2011.

## Biographie
Le groupe est formé en 2011 à Paris par le leader AUM et un ami. AUM jouait de la guitare tandis que son ami s'occupait de la batterie. Ils ont joué ensemble pendant un an, composant quatre morceaux, avant que son ami ne doive déménager pour ses études. Le projet a alors été mis en hiatus. Tout en continuant à écrire de nouveaux morceaux, AUM déménage à Toulouse. Mais là encore, il ne trouve pas de batteur adéquat. 
En 2015, il décide d'engager un batteur professionnel et enregistre les morceaux avec lui. Il contacte ensuite Patrick Kremer, propriétaire d'Iron Bonehead Productions, par l'intermédiaire duquel l'album Om Ah Hum Vajra Guru Padma Siddhi Hum sort l'année suivante.

## Style musical
Dans une interview avec Andreas Schiffmann de Rock Hard, le leader AUM déclare s'être inspiré de groupes de black metal comme Gorgoroth, Archgoat, Bestial Warlust, Seigneur Voland, Urgehal, Revenge, Antichrist, Blasphemy, Sarcófago, Demoncy, Truppensturm, Cornigr, Knelt Rote, Noenum, Diocletian et Teitanblood, Cornigr, Knelt Rote, Noenum, Diocletian et Teitanblood. Le groupe lui-même aurait plutôt ses racines dans le death metal, dans le style d'Incantation, Dead Congregation, Corpsessed, Drowned, Cruciamentum, Necros Christos, Gorephilia, Grave Miasma, Rippikoulu, Belial et Sonne Adam. Le titre de l'album est un mantra tibétain. Schilling avait fait une critique de l'album dans un numéro précédent. On y entend un death metal sombre, avec un chant qui rappelle Mors Dalos Ra de Necros Christos, une « dynamique qui monte et descend » dans le style de Sonne Adam, tandis que le « blast-beat stoïque et persistant » rappelle Teitanblood. Les chansons sont cependant moins chaotiques et plus structurées. 

## Discographie
- 2016 : Om Ah Hum Vajra Guru Padma Siddhi Hum (album, Iron Bonehead Productions)